# PrivatBank
A sociedade anónima pública "Banco Commercial "PrivatBank" (cirílico ucraniano: ПриватБанк) é um dos maiores bancos na Ucrânia, em número de clientes ativos, da carteira de crédito, dos impostos, pagos ao orçamento do Estado.
A sede do PrivatBank é localizada em Dnepropetrovsk. Além disso, o PrivatBank é o único dos grandes bancos da Ucrânia com 100% do capital ucraniano.
No sistema do banco são empregados mais de 30 000 funcionários. Segundo o estudo do mercado bancário, realizado pela GfK Ucrânia, os serviços do PrivatBank são usufruídos por um terço dos clientes (33,2%) dos clientes totais voltados aos bancos, enquanto um quarto dos clientes (24,9%) teve uma ampla gama de serviços, e ele considera o seu banco principal o PrivatBank.
Na data de 1 de fevereiro de 2011, PrivatBank serviu 2,4 mln. de pensionistas na Ucrânia, 3,4 mln. de pessoas recebem salários com os cartões de PrivatBank, 1 mln. de estudantes recebem bolsas de estudo através do PrivatBank. Infra-estrutura do banco na Ucrânia consiste de 6.975 máquinas de dinheiro, 2.228 terminais de auto-serviço, 35 486 terminais POS, 3.202 agências e escritórios nas cidades e regiões do país. Em média, durante um dia, 1,5 milhão de pessoas estão se voltando para PrivatBank para ser servido. A rede bancária internacional do PrivatBank inclui bancos-parceiros como os bancos MoskomPrivatBank (Federação Russa), AS PrivatBank (Letónia), AS PrivatBank (Portugal), Tao PrivatBank (Geórgia). Além disso, PrivatBank tem subsidiárias e escritórios de representação em 12 países, incluindo Itália, Chipre, Reino Unido e China.

## História
O PrivatBank é um dos primeiros bancos comerciais privados estabelecidos na Ucrânia. A decisão de estabelecer o PrivatBank foi tomada numa reunião dos fundadores em 7 de fevereiro de 1992. Já o 19 de março de 1992, o Banco passou a inscrição estadual.
O PrivatBank começou seu trabalho em um escritório e apenas alguns computadores. O primeiro Presidente da Direcção foi Serhiy Tihipko. Precisamente este Banco de Dnipropetrovsk foi o primeiro na Ucrânia que começou a implementar cartões plásticos e instalar caixas automáticos. Também o PrivatBank é a primeira instituição financeira na Ucrânia que recebeu o rating internacional.
Em 1996, tornou-se membro de pleno direito do sistema de pagamentos internacionais - Visa International e procedeu à emissão de cartões de plástico em grandes quantidades.
Já um ano depois, em 1997, o primeiro entre os bancos da Ucrânia, ele recebeu a conclusão de rating da agência de rating internacional "Thomson BankWatch" e tornou-se membro pleno do sistema de pagamento Europay.
Em 1998, o banco recebeu a conclusão do rating de crédito da agência internacional de rating Fitch IBCA. Em novembro de 1998, após um concurso público, o banco foi escolhido como o banco com um mandato para o serviço de pagamentos na Ucrânia da parte de Fundação Suíça para a assistência às vítimas do Holocausto.
Em 1999, o PrivatBank abre o departamento bancário internacional (International Banking Unit) em Chipre, e o ramo de PrivatBank na cidade de Nicósia foi a primeira agência bancária ucraniana ao estrangeiro.
Em 2000, o Banco foi incluído no número de bancos autorizados a realizar a compensação dos cidadãos ucranianos que sofreram da perseguição nazista durante a Segunda Guerra Mundial. Além disso, em 2000, o PrivatBank mudou a forma de propriedade – em 6 de julho, os fundadores do PrivatBank decidiram reorganizar o banco de sociedade de responsabilidade limitada em Sociedade anónima fechada. Como resultado, o 4 de setembro de 2000, foi gravado o primeiro Estatuto da Sociedade anónima fechada o Banco Commercial "PrivatBank".
Um evento significativo para o sistema bancário da Ucrânia foi o lançamento em 2001 do projecto "Privat24", que proporcionou a grande audiência dos clientes uma ampla oportunidade de gerir as suas contas através da Internet em tempo real, fazer pagamentos regulares, fazer transferências de fundos, etc.
Em fevereiro de 2002, o PrivatBank tem emitido o primeiro milhão de cartões de plástico. Em abril, o representante da PrivatBank foi eleito no Conselho de Administração da VISA CEMEA.
No ano seguinte, em 2003, o PrivatBank foi reconhecido o melhor banco em termos de atendimento ao cliente da Western Union. No mesmo ano, o Banco recebeu o "STP Excellence Award" do Deutsche Bank, o que confirma o nível elevado de profissionalismo nos pagamentos internacionais. O PrivatBank foi o primeiro banco ucraniano, que tem colocado euro-obrigações no mercado europeu, totalizando USD 100 milhões. Além disso, o PrivatBank foi o primeiro na Ucrânia que recebeu da parte de Standard & Poor's o rating 'B-'. A agência de rating internacional Fitch atribuiu ao "eurobonds" do PrivatBank o rating total de longo prazo 'B-'.
Com a decisão da Assembleia Geral de 30 de abril de 2009, as actividades do Banco são relatados em correspondência com a Lei da Ucrânia "Sobre a sociedade anônima". As alterações correspondentes foram feitos no Estatuto do Banco, que mudou o tipo de sociedade anónima, da privada à pública, e nome do banco foi alterado para a Sociedade anónima pública "Banco Commercial "PrivatBank". Estas alterações entraram em vigor o 21 de julho de 2009 (licença do Banco Nacional da Ucrânia n.º 22 de 29 de julho de 2009).
Em 2010, em comparação com o ano 2009, o PrivatBank aumentou o lucro líquido de 30% - até a UAH 1,370 bilhões, os bens do banco para o período aumentaram de 32%, e a partir de 1 Janeiro de 2011 ascendeu até a UAH 113,437 bilhões, o crédito a clientes – de 36% até a UAH 101,855 bilhões, compromissos – de 34% até a UAH 101,557 bilhões, capital autorizado – de 13% até a UAH 8,860 bilhões, capital próprio – de 16% até a UAH 11,880 bilhões.

## A alta administração e o Conselho de Supervisão

### A alta administração do PrivatBank
- Oleksandr Dubilet – Presidente do Conselho do PrivatBank (ocupa o cargo desde 1997)
- Yuriy Pikush – Geral-Vice-Presidente do Conselho do PrivatBank (desde 2004)
- Nikolay Davydov – Primeiro Vice-Presidente do Conselho – Presidente do Conselho do MoskomPrivatBank
- Mykyta Volkov – Primeiro Vice-Presidente do Conselho – Chefe da Direcção "Tecnologias da Informação" (desde 2004)
- Tymur Novikov – Primeiro Vice-Presidente do Conselho do Banco (desde 2004)
- Volodymyr Yatsenko – Primeiro Vice-Presidente do Conselho – Chefe-Geral do Serviço Sistemico aos Clientes Corporativos (desde 2004)
- Oleksandr Vitiaz – Vice-Presidente do Conselho do PrivatBank – Chefe do Centro de Negócios Eletrónicos (desde 2002)
- Oleg Gorokhovskiy – Vice-Presidente do Conselho – Chefe da Direcção "Cartões de Crédito" (desde 2004)
- Tetiana Gurieva – Vice-Presidente do Conselho – Chefe de Serviço aos Clientes Empresariais (desde 2000)
- Volodymyr Zavorotniy – Vice-Presidente do Conselho – Diretor da Direcção Geral Regional de Kyiv (desde 1997)
- Yuriy Kandaurov – Vice-Presidente do Conselho – Chefe dos Serviços de Negócios aos Clientes Individuais (desde 2002)
- Stanislav Kryzhanovskiy – Vice-Presidente do Conselho – Chefe de "Serviços de Segurança" (desde 2009)
- Liubov Chmona – Vice-Presidente do Conselho – Chefe de Serviço de Orçamento para Clientes Industriais e Corporativos VIP (desde 2002)
- Liudmyla Shmalchenko – Vice-Presidente do Conselho – Chefe da Tesouraria (desde 2005)

### O Conselho de Supervisão
- Hennadiy Boholubov – Presidente do Conselho de Supervisão
- Ihor Kolomoyskiy – Membro do Conselho de Supervisão
- Oleksiy Martynov – Membro do Conselho de Supervisão

### Os acionistas
As ações da Sociedade anónima pública "Banco Commercial "PrivatBank" foram igualmente distribuídos entre 21 indivíduos (99,794% do número total de ações) e 5 pessoas jurídicas (0,206%). Com isso mais de 98% das ações são detidas por dois acionistas: Hennadiy Boholubov (23 773 384 ações ou 49,027% do total) e Ihor Kolomoyskiy (23 834 849 ações ou 49,154%).

## Inovações
As tecnologias inovadoras nas operações diárias do PrivatBank são um dos instrumentos para o fortalecimento da sua posição de liderança no mercado financeiro ucraniano. Assim, os funcionários do PrivatBank utilizam tanto tecnologias comumente utilizadas como o Skype, Google Docs e Google Wave, quanto os seus próprios desenvolvimentos exclusivos, por exemplo, sistema de gerenciamento de documentos eletrônico ‘PrivatDoc’.
O PrivatBank foi o primeiro banco na Ucrânia para oferecer aos seus clientes um modo simplo do internet banking. Em 20 de Janeiro de 2011, o internet-bank "Privat24" tem incluído 773 890 usuários registrados.
Em 1 de Fevereiro de 2011 as tecnologias hoje amplamente utilizados, além de "Privat24", são o sistema Mobilebanking (que permite ao cliente gerenciar suas contas bancários de cartão e fazer os pagamentos através de um telemóvel com o código na SMS-mensagem ao servidor do banco); o LiqPAY (plataforma de pagamento, projetada por especialistas do PrivatBank, combinando tecnologia de Visa Money Transfer e as vantagens da internet e dos canais móveis); a tecnologia 3-D Secure (lançada pelo banco em 2010, oferece proteção contra a fraude).
Além disso, em agências bancárias foi introduzida a tecnologia única do troco eletrónico "sem moedas" que permite a transferência do troco para um cliente não em moedas, mas na forma de moeda eletrónica, para a sua conta de telefone celular ou na forma de voucher eletrônico.

## Projetos sociais
Nas filiais do banco, são conduzidas as competições para pensionistas e crianças. Em 2008 foi formado o JuniorBank, onde crianças e adolescentes aprenderam finanças. Em 2010, no âmbito do projecto "Criar com prazer!", em departamentos do banco foram organizados as galerias de exposições com obras criativas de pensionistas. Com a ajuda do projeto ‘Skype: Dia da Vitória’, os veteranos de muitas cidades e países foram capazes de encontrar os amigos e falar com eles. O projeto foi nomeado para o Concorso internacional ‘European Excellence Awards 2010’.
Em 2010, para conduzir acções de caridade, o PrivatBank estabeleceu um projeto especial de caridade "Para ajudar é muito fácil!", projetado para coletar doações para orfanatos.
Além disso, o banco oferece sua infra-estrutura ATM para angariação de fundos sem comissões para os fundos de caridade. Em janeiro de 2011, o PrivatBank dentro de 24 horas tem organizado a campanha de angariação de fundos sem comissões para ajudar as vítimas de explosão no aeroporto de Domodedovo (Moscou, Rússia; foram levantados UAH 105 mil somente na Ucrânia). Em outubro de 2010, ajudou as famílias daqueles que morreram no acidente de viação em Marganets (Região de Dnipropetrovsk, Ucrânia); levantados UAH 101 mil), em março de 2010, foram apoiados sofredores da explosão no metrô de Moscou (UAH 11 mil), e em junho-julho de 2008, foram ajudadas as vítimas da inundação na Ucrânia Ocidental (UAH 530 mil).
Em 2011 PrivatBank planeja lançar um novo projeto social "PrivatBank contra as drogas".

## Prêmios do banco
1999-2002 – A revista Euromoney tem reconhecido PrivatBank de ser o melhor banco na Ucrânia pelo mercado doméstico (o rating Awards for Excellence).
1999 – pela avaliação da revista "Global Finance", o PrivatBank está reconhecido como o melhor banco ucraniano por mercados emergentes.
1999, 2003-2004 – o Prêmio World `s Best Bank Awards, "Melhor Banco na Ucrânia".
2000, 2002 e 2010 – o PrivatBank o "Melhor Banco da Ucrânia", segundo a revista oficial do Reino Unido "The Banker"  (o rating do "Banco do Ano").
2001-2009 – por oito anos consecutivos, a revista "Global" reconheceu o PrivatBank o melhor banco do mundo no rating "World's Best Foreign Exchange".
2003 – o PrivatBank o melhor banco em termos de qualidade de serviço reconhecido da Western Union em 2003.
2003 – o PrivatBank o melhor na Ucrânia, "World's Best Bank 2003" (o rating da revista "Global Finance").
2004 – o PrivatBank foi chamado o "Melhor Banco de 2004" (rating global de operadores do mercado Forex pela revista Global Finance).
2005 – o rating do Best Emerging Market Banks, o título de "Melhor Banco na Ucrânia."
2007 – a sociedade MoneyGram Payment Systems, Inc. (EUA) deu o prêmio ao PrivatBank para o mais intenso desenvolvimento de uma rede de pontos de serviço (Certificate Excellence Awarded to PrivatBank for the fastest network development)
2009 – "Best local bank in Ukraine", a revista "EMEA Finance" reconheceu o PrivatBank o melhor banco na Ucrânia no rating "Best local bank 2009".
2010 - pelos resultados do ano, a revista The Banker reconheceu a tecnologia do Troco eletrônico do PrivatBank a melhor na nomeação Best Innovation in Cash and Treasury Technology no rating Innovation in Banking Technology Awards.
2010 – o PrivatBank confirmou o estatuto de líder absoluto do sistema bancário ucraniano em termos de confiança do cliente no projeto internacional "The World’s Most Reputable Companies".